# 250 років Астрономічній обсерваторії Львівського університету (монета)
«250 ро́ків Астрономі́чній обсервато́рії Льві́вського університе́ту» — пам'ятна монета номіналом 5 гривень, випущена Національним банком України, присвячена науково-дослідній установі Львівського національного університету імені Івана Франка, одній із найстаріших обсерваторій Східної Європи, заснованій у 1771 році, з чим пов'язують початок розвитку астрономії у Львові. Вивчення небесних об'єктів у Львові тоді було на тому самому рівні, що й у Берліні, Вільнюсі чи Відні, оскільки обсерваторія за оснащенням не поступалася тогочасним європейським подібним закладам. Науковців виховували у Львівському університеті, де спеціально запровадили окремий курс астрономії. Основними напрямами діяльності сучасної установи є дослідження Сонця, зір, міжзоряного середовища, галактик та Всесвіту як цілого. Важливим напрямом діяльності є також лазерно-віддалемірні, фотометричні та позиційні спостереження штучних супутників Землі. Комплекс телескопів для таких спостережень є в реєстрі наукових об'єктів, які становлять національне надбання України.
Монету введено в обіг 10 лютого 2021 року. Вона належить до серії «Інші монети».

## Опис монети та характеристики
| Номінал грн. | Метал      | Маса, г | Діаметр, мм | Якість виготовлення       | Гурт     | Тираж, штук |
| ------------ | ---------- | ------- | ----------- | ------------------------- | -------- | ----------- |
| 5            | нейзильбер | 16,54   | 35,0        | спеціальний анциркулейтед | рифлений | 35 000      |

### Аверс
На аверсі монети розміщено: на тлі стилізованого зоряного неба: малий Державний Герб України (угорі), під яким написи — «УКРАЇНА/2021»; у центрі на дзеркальному тлі — телескоп обсерваторії Львівського університету; номінал — «П'ЯТЬ ГРИВЕНЬ» (унизу півколом); логотип Банкнотно-монетного двору Національного банку України (праворуч від телескопа).

### Реверс
На реверсі монети розміщено композицію, що символізує часи перших документально підтверджених астрономічних спостережень у Львові, — на дзеркальному тлі абрису панорами Львова XVIII ст. зображено збірний образ тогочасного астронома, унизу міські мури, на тлі яких — напис «250/РОКІВ» та будівля обсерваторії; угорі напис півколом — «АСТРОНОМІЧНА ОБСЕРВАТОРІЯ ЛЬВІВСЬКОГО УНІВЕРСИТЕТУ».

## Автори

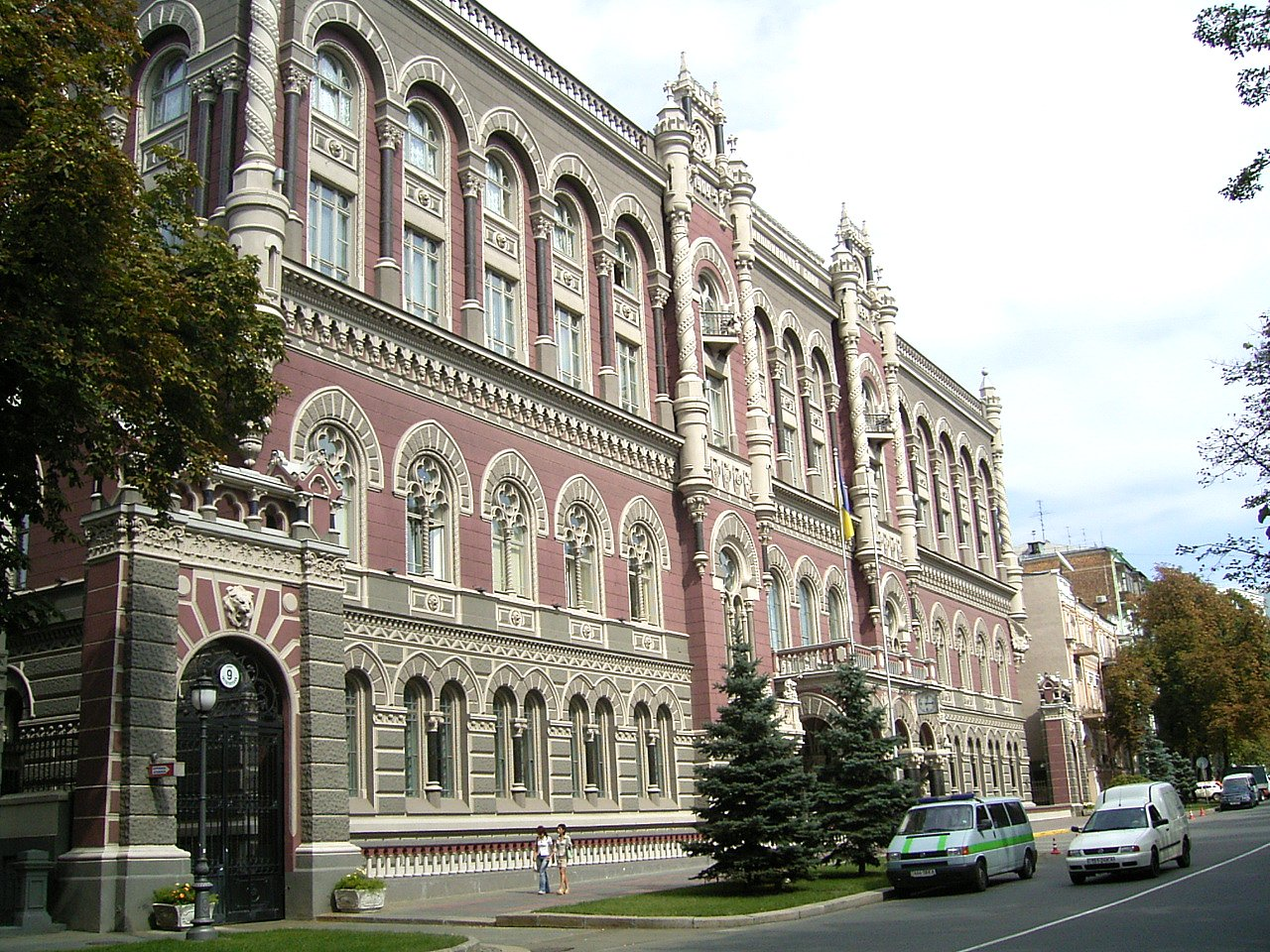
Будівля Національного банку України

- Художники: Таран Володимир, Харук Олександр, Харук Сергій.
- Скульптори: Демяненко Анатолій, Атаманчук Володимир.

## Вартість монети
Під час введення монети в обіг 2021 року, Національний банк України реалізовував монету за ціною 55 гривень.
Фактична приблизна вартість монети, з роками змінювалася так:
| Рік        | 2021 | 2022 | 2023 | 2024 | 2025 |
| ---------- | ---- | ---- | ---- | ---- | ---- |
| Ціна, грн. | 65   | 65   | 80   | 115  | 140  |